# Black Hippy
Pour les articles homonymes, voir Hippie (homonymie).
Black Hippy est un groupe de hip-hop américain, originaire du quartier de South Central, à Los Angeles. Formé en 2009, le collectif se compose d'Ab-Soul, de Jay Rock, Kendrick Lamar et Schoolboy Q. Black Hippy est signé sur Top Dawg, Aftermath Entertainment et Interscope Records.

## Biographie

### Formation et débuts (2009–2011)
Le groupe est formé en 2009 alors que chaque membre est signé sur Top Dawg Entertainment (un label indépendant basé à Los Angeles),. C'est Schoolboy Q qui lance l'idée de former un groupe dans une période creuse pour lui au niveau musical : « J'ai pensé que si je pouvais faire partie d'un groupe, je pourrai n'écrire qu'un seul couplet et je serai bon. » En 2011, Black Hippy est reconnu par Dr. Dre, Snoop Dogg ou encore Tech N9ne qui les compare à N.W.A. et envisage de les signer sur son label Strange Music,.

### Albums solo (depuis 2012)
En mars 2012, MTV annonce qu'un accord a été conclu entre Top Dawg, Aftermath et Interscope. Selon cet accord, le premier album de Kendrick Lamar sera distribué conjointement par ces trois labels, tandis que les travaux des autres membres du groupe seront distribués par Top Dawg et Interscope,,. À l'été 2012, les membres de Black Hippy se produisent au festival Rock the Bells, en Californie. Ils sont aussi attendus à l'édition 2013 du festival Paid Dues. Lamar déclare que le groupe ne disparaîtrait pas à cause de la progression de la carrière de chaque membre avant qu'ils n'aient sorti un album commun. Les membres collaborent entre eux, contribuant à leurs projets personnels respectifs, souvent même sans être crédités.
En mars 2013, Black Hippy devient le premier groupe de hip-hop dont tous les membres font partie de la liste des Top 10 Freshmen du magazine XXL ; Jay Rock apparaissant en 2010, Kendrick Lamar en 2011 et Ab-Soul, avec Schoolboy Q, en 2013,,. En avril 2013, Black Hippy fait la couverture du magazine RESPECT.. Également en avril 2013, Kendrick Lamar ajoute des dates à sa tournée good kid m.A.A.d city. Le 23 mai 2013, avant leur tournée, Black Hippy publie un remix du rappeur Rocko du single U.O.E.N.O.,. Après leur apparition aux BET Hip Hop Awards de 2013, le groupe apparaît dans l'édition de novembre/décembre du magazine XXL. En décembre 2013, Black Hippy joue à l'événement Cali Christmas de Power 106 et Footaction,.
Le 16 mars 2015, Lamar publie son second album solo, To Pimp a Butterfly. En juin 2015, Ab-Soul, Jay Rock et Schoolboy Q, apparaissent brièvement avec Lamar, au début du clip vidéo du titre Alright, le quatrième single extrait de l'album To Pimp a Butterfly.

## Discographie

### Albums solo
| Artiste        | Album                   | Date de sortie    | Meilleure position aux hit parades internationaux | Meilleure position aux hit parades internationaux | Meilleure position aux hit parades internationaux | Meilleure position aux hit parades internationaux | Meilleure position aux hit parades internationaux | Meilleure position aux hit parades internationaux | Meilleure position aux hit parades internationaux | Meilleure position aux hit parades internationaux | Meilleure position aux hit parades internationaux | Meilleure position aux hit parades internationaux | Meilleure position aux hit parades internationaux |
| Artiste        | Album                   | Date de sortie    | Billboard 200 (US)                                | Top R&B/Hip-Hop Albums (US)                       | Top Rap Albums (US)                               | Top Independent Albums (US)                       | AUS                                               | CAN                                               | FRA                                               | IRL                                               | NZ                                                | SWI                                               | UK                                                |
| -------------- | ----------------------- | ----------------- | ------------------------------------------------- | ------------------------------------------------- | ------------------------------------------------- | ------------------------------------------------- | ------------------------------------------------- | ------------------------------------------------- | ------------------------------------------------- | ------------------------------------------------- | ------------------------------------------------- | ------------------------------------------------- | ------------------------------------------------- |
| ScHoolboy Q    | Setbacks                | 11 janvier 2011   | 100                                               | 25                                                | 12                                                | 13                                                | -                                                 | -                                                 | -                                                 | -                                                 | -                                                 | -                                                 | -                                                 |
| Ab-Soul        | Longterm Mentality      | 11 avril 2011     | -                                                 | 73                                                | -                                                 | -                                                 | -                                                 | -                                                 | -                                                 | -                                                 | -                                                 | -                                                 | -                                                 |
| Kendrick Lamar | Section.80              | 2 juillet 2011    | 113                                               | 21                                                | 13                                                | -                                                 | -                                                 | -                                                 | -                                                 | -                                                 | -                                                 | -                                                 | -                                                 |
| Jay Rock       | Follow Me Home (en)     | 26 juillet 2011   | 83                                                | 18                                                | 10                                                | 14                                                | -                                                 | -                                                 | -                                                 | -                                                 | -                                                 | -                                                 | -                                                 |
| Schoolboy Q    | Habits & Contradictions | 14 janvier 2012   | 111                                               | 25                                                | 16                                                | 17                                                | -                                                 | -                                                 | -                                                 | -                                                 | -                                                 | -                                                 | -                                                 |
| Ab-Soul        | Control System          | 11 mai, 2012      | 91                                                | 12                                                | 9                                                 | 13                                                | -                                                 | -                                                 | -                                                 | -                                                 | -                                                 | -                                                 | -                                                 |
| Kendrick Lamar | Good Kid, M.A.A.D City  | 22 octobre 2012   | 2                                                 | 1                                                 | 1                                                 | -                                                 | 23                                                | 2                                                 | 57                                                | 26                                                | 7                                                 | 38                                                | 16                                                |
| Schoolboy Q    | Oxymoron                | 25 février 2014   | 1                                                 | 1                                                 | 1                                                 | -                                                 | 11                                                | 1                                                 | 123                                               | -                                                 | 7                                                 | 24                                                | 23                                                |
| Ab-Soul        | These Days... (en)      | 24 juin 2014      | 11                                                | 2                                                 | 2                                                 | 3                                                 | -                                                 | -                                                 | -                                                 | -                                                 | -                                                 | -                                                 | 32                                                |
| Kendrick Lamar | To Pimp a Butterfly     | 16 mars 2015      |                                                   |                                                   |                                                   |                                                   |                                                   |                                                   |                                                   |                                                   |                                                   |                                                   |                                                   |
| Jay Rock       | 90059                   | 11 Septembre 2015 |                                                   |                                                   |                                                   |                                                   |                                                   |                                                   |                                                   |                                                   |                                                   |                                                   |                                                   |
| Schoolboy Q    | Blank Face              | 8 Juillet 2016    |                                                   |                                                   |                                                   |                                                   |                                                   |                                                   |                                                   |                                                   |                                                   |                                                   |                                                   |
| Kendrick Lamar | DAMN.                   | 14 Avril 2017     |                                                   |                                                   |                                                   |                                                   |                                                   |                                                   |                                                   |                                                   |                                                   |                                                   |                                                   |

### Apparitions conjointes des membres
| Titre                     | Année | Album                   | Artiste(s)                         |
| ------------------------- | ----- | ----------------------- | ---------------------------------- |
| Try Me                    | 2008  | Schoolboy Turned Hustla | Schoolboy Q (featuring Punch)      |
| Welcome to C4             | 2009  | C4                      | Kendrick Lamar (featuring BO)      |
| Top Daw Cypha             | 2009  | Gangsta & Soul          | Schoolboy Q (featuring Lil Louie)  |
| TDE Roll Call             | 2009  | 30 Day Takeover         | Jay Rock                           |
| I Do It 4 Hip Hop         | 2009  | 30 Day Takeover         | Jay Rock                           |
| Shadow of Death           | 2010  | Black Friday            | Jay Rock                           |
| Rolling Stone             | 2011  | Setbacks                | Schoolboy Q                        |
| Constipation              | 2011  | Longterm Mentality      | Ab-Soul                            |
| Say Wassup                | 2011  | Follow Me Home          | Jay Rock                           |
| Black Lip Bastard (Remix) | 2012  | Control System          | Ab-Soul                            |
| The Recipe (Remix)        | 2012  | Good Kid, M.A.A.D City  | Kendrick Lamar (featuring Dr. Dre) |
| Swimming Pools (Remix)    | 2012  | Good Kid, M.A.A.D City  | Kendrick Lamar                     |
| Vice City                 | 2015  | 90059                   | Jay Rock                           |
| THat Part (Remix)         | 2016  | THat Part (Remix)       | Schoolboy Q                        |

## Clips
| Titre                     | Année | Réalisateur                      |
| ------------------------- | ----- | -------------------------------- |
| Zip That, Chop That       | 2010  | Matt Plunkett & Joseph Donaldson |
| On Some Other Shit        | 2010  | Calmatic                         |
| Say Wassup                | 2011  | Fredo Tovar                      |
| Black Lip Bastard (Remix) | 2012  | The ICU                          |